# Onthophagus laminatus
Onthophagus laminatus là một loài bọ cánh cứng trong họ Bọ hung (Scarabaeidae).